# Castro Daire
Castro Daire – miejscowość w Portugalii, leżąca w dystrykcie Viseu, w regionie Centrum w podregionie Dão-Lafões. Miejscowość jest siedzibą gminy o tej samej nazwie.

## Demografia
| Liczba ludności gminy Castro Daire (1801–2011) | Liczba ludności gminy Castro Daire (1801–2011) | Liczba ludności gminy Castro Daire (1801–2011) | Liczba ludności gminy Castro Daire (1801–2011) | Liczba ludności gminy Castro Daire (1801–2011) | Liczba ludności gminy Castro Daire (1801–2011) | Liczba ludności gminy Castro Daire (1801–2011) | Liczba ludności gminy Castro Daire (1801–2011) | Liczba ludności gminy Castro Daire (1801–2011) | Liczba ludności gminy Castro Daire (1801–2011) |
| ---------------------------------------------- | ---------------------------------------------- | ---------------------------------------------- | ---------------------------------------------- | ---------------------------------------------- | ---------------------------------------------- | ---------------------------------------------- | ---------------------------------------------- | ---------------------------------------------- | ---------------------------------------------- |
| 1801                                           | 1849                                           | 1900                                           | 1930                                           | 1960                                           | 1981                                           | 1991                                           | 2001                                           | 2004                                           | 2011                                           |
| 2 504                                          | 9 603                                          | 21 274                                         | 24 076                                         | 25 031                                         | 20 411                                         | 18 156                                         | 16 990                                         | 16 846                                         | 15 339                                         |

## Sołectwa
Sołectwa gminy Castro Daire (ludność wg stanu na 2011 r.)
- Almofala - 228 osób
- Alva - 479 osób
- Cabril - 414 osób
- Castro Daire - 4674 osoby
- Cujó - 299 osób
- Ermida - 257 osób
- Ester - 220 osób
- Gafanhão - 128 osób
- Gosende - 426 osób
- Mamouros - 679 osób
- Mezio - 484 osoby
- Mões - 1844 osoby
- Moledo - 1215 osób
- Monteiras - 481 osób
- Moura Morta - 134 osoby
- Parada de Ester - 654 osoby
- Pepim - 334 osoby
- Picão - 278 osób
- Pinheiro - 730 osób
- Reriz - 755 osób
- Ribolhos - 266 osób
- São Joaninho - 360 osób

## Współpraca
Miejscowość partnerska:
- Zermatt, Szwajcaria